# Gaston Provost-Dumarchais
Pour les articles homonymes, voir Provost.
Gaston Provost-Dumarchais, né le 25 février 1864, dans le 1er arrondissement de Paris (Seine) et mort le 19 août 1951 à Alligny-Cosne (Nièvre), est un homme politique français.

## Biographie
Pierre Joseph Gaston Provost-Dumarchais est le fils de Pierre Joseph Gabriel Adolphe Provost-Dumarchais, propriétaire, et de Marie Céline Albert.
Après des études de droit, ou il obtient une licence, Gaston Provost-Dumarchais se tourne vers l'acticité agricole, en 1895, en tant que propriétaire exploitant.

## Carrière politique

### Mandat local
Il est élu maire d'Alligny-Cosne en 1919.

### Mandats national
Sénateur de la Nièvre de 1921 à 1941, il a été secrétaire du Sénat de 1930 à 1933. Il a été membre des commissions du commerce, de l'agriculture et des finances. Il est essentiellement intervenu lors des débats concernant l'agriculture et la viticulture.
Le 10 juillet 1940, il vote les pleins pouvoirs au maréchal Pétain et se retire de la vie politique.

## Vie privée
Le 31 mars 1898 à Paris 9e, il épouse Italia Vittoria Maria Tente.

## Œuvre
- Gaston Provost-Dumarchais, Le Vigneron devant sa vigne détruite, 1899, 114 p. (ASIN B001BU4004)